# レス・ポール・トリビュート
『レス・ポール・トリビュート』（原題：American Made World Played）は、アメリカのギタリスト、レス・ポールが2005年にレス・ポール&フレンズ名義で発表したアルバム。ポールを敬愛する多数のミュージシャンがフィーチャリング・ゲストとして参加した。

## 背景
収録曲の大部分はカヴァーだが、ニール・ショーンやベス・ハートらが共作した「アイ・ウォナ・ノウ・ユー」は本作のオリジナル曲である。サム・クックのボーカルがフィーチャーされている「サムバディ・イーズ・マイ・トラブリン・マインド」と「グッド・ニュース」は、クックが生前に残していた録音からインストゥルメンタルのトラックを抜き、新しいトラックを重ねた。
本作のライナーノーツには、フィーチャリング・ゲストとしても参加したスティーヴ・ミラーとキース・リチャーズがレス・ポールへの賛辞を寄稿した。

## 反響・評価
アメリカのBillboard 200では152位に達し、グラミー賞では「キャラヴァン」が最優秀ポップ・インストゥルメンタル・パフォーマンス賞を、「69フリーダム・スペシャル」が最優秀ロック・インストゥルメンタル・パフォーマンス賞をそれぞれ受賞した。オーストリアのアルバム・チャートでは初登場28位となり、翌週には最高26位を記録して、5週にわたってトップ100入りした。

## 収録曲
1. イントロダクション ザ・レス・ポール・ラジオ・ショウより - "Introduction - excerpt from The Les Paul Radio Shaw" - 0:14
2. ラヴ・スニーキン・アップ・オン・ユー - "Love Sneakin' Up on You" (Little Jimmy Scott, Tom Snow) - 3:25
  - フィーチャリング：スティング（ボーカル）&ジョス・ストーン（ボーカル）
3. ロックンロール・フーチー・クー - "Rock & Roll, Hoochie Koo" (Rick Derringer) - 5:05
  - フィーチャリング：ケニー・ウェイン・シェパード（ギター）、エドガー・ウィンター（ボーカル）&ノア・ハント（ボーカル）
4. サムバディ・イーズ・マイ・トラブリン・マインド - "Somebody Ease My Troublin' Mind" (Sam Cooke) - 3:32
  - フィーチャリング：サム・クック（ボーカル）&エリック・クラプトン（ギター）
5. ソー・イントゥ・ユー - "So Into You" (Buddy Buie, Dean Daughtry, Robert Nix) - 4:40
  - フィーチャリング：ピーター・フランプトン（ギター、ボーカル）
6. ハウ・ハイ・ザ・ムーン - "How High the Moon" (Nancy Hamilton, Morgan Lewis Jr.) - 2:09
  - フィーチャリング：レス・ポール（リードギター）&アルスー（ボーカル）
7. バッド・ケース・オブ・ラヴィン・ユー - "Bad Case of Lovin' You" (Moon Martin) - 3:54
  - フィーチャリング：ビリー・ギボンズ（ボーカル、ギター）
8. アイ・ウォナ・ノウ・ユー - "I Wanna Know You" (Neal Schon, Beth Hart, Bob Cutarella、Fran Cathcart) - 6:21
  - フィーチャリング：ニール・ショーン（ギター）&ベス・ハート（ボーカル）
9. グッド・ニュース - "(Ain't That) Good News" (S. Cooke) - 4:04
  - フィーチャリング：サム・クック（ボーカル）&ジェフ・ベック（ギター）
10. レット・ミー・ロール・イット - "Let Me Roll It" (Paul McCartney) - 4:03
  - フィーチャリング：リッチー・サンボラ（ギター、ボーカル）
11. キャラヴァン - "Caravan" (Duke Ellington, Juan Tizol, Irving Mills) - 2:08
  - フィーチャリング：レス・ポール（ギター）
12. グッド・モーニング・リトル・スクールガール - "Good Morning Little Schoolgirl" (Don Level, Bob Love) - 4:01
  - フィーチャリング：バディ・ガイ（ボーカル、ギター）、キース・リチャーズ（ギター）&リック・デリンジャー（ギター）
13. オール・アイ・ウォント・イズ・ユー - "All I Want Is You" (Bono, The Edge, Adam Clayton, Larry Mullen Jr.) - 4:17
  - フィーチャリング：ジョニー・レズニック（ボーカル、ギター）
14. 69フリーダム・スペシャル - "69 Freedom Special" (Tom Hall, Jim McCarty, Billy Rich) - 5:44
  - フィーチャリング：レス・ポール&フレンズ（オール・スター・ジャム）
15. フライ・ライク・アン・イーグル（2005） - "Fly Like an Eagle (2005)" (Steve Miller) - 4:45
  - フィーチャリング：スティーヴ・ミラー（ギター、ボーカル）
16. アイ・ラヴ・ユー・モア・ザン・ユール・エヴァー・ノウ - "I Love You More Than You'll Ever Know" (Al Kooper) - 6:47
  - フィーチャリング：ジョー・ペリー（ギター）、ミック・ハックネル（ボーカル）&ケニー・オルセン（ギター）

## 参加ミュージシャン
フィーチャリング・ゲストに関しては上記「収録曲」参照。
- レス・ポール - ギター(#1を除く全曲)
- ケニー・ウェイン・シェパード - スライドギター(on #2)、ギター(on #3)
- Fran Cathcart - ギター(on #2, #3, #7)
- スティーヴ・ルカサー - ギター(on #3)
- ハイラム・ブロック - バッキング・ボーカル(on #3)、ギター(on #4, #7, #8, #12, #14, #16)
- ピーター・フランプトン - ギター(on #5, #13)、ボーカル(on #5)
- バリー・ゴールドスタイン - ギター(on #14)
- Lou Forestieri - クラビネット (on #2)、オルガン(on #2)、キーボード(on #3)
- ブライアン・ミッチェル - キーボード(on #5, #10, #13, #16)、オルガン(on #7)
- グレッグ・マシソン - キーボード(on #6, #8, #11, #12, #14)
- ジェド・リーバー - キーボード(on #9)
- ジョセフ・ウッテン - キーボード(on #15)
- エイブラハム・ラボリエル - ベース(on #2, #3, #4, #6, #8, #11, #14)
- ウィル・リー - ベース(on #5, #7, #10, #13, #16)
- ネイザン・イースト - ベース(on #9)
- マーク・アーセリ - ベース(on #12)、ピアノ(on #13)
- ビリー・ピーターソン - ベース(on #15)
- エイブラハム・ラボリエル・ジュニア - ドラムス、パーカッション(on #2, #3)
- ヴィニー・カリウタ - ドラムス(on #4, #8, #9)
- ショーン・ペルトン - ドラムス(on #5, #7, #10, #13, #16)
- ケニー・アロノフ - パーカッション(on #4, #6, #7, #11, #12)、ドラムス(on #6, #11, #14)
- Adam (LDB) Polatov - ドラムス(on #12)
- Gordy Knudsen - ドラムス(on #15)
- ダニエル・モレロ - パーカッション(on #4, #6, #9, #11)
- エドガー・ウィンター - ボーカル(on #3)、サックス(on #14)
- ジム・フィーリー - トランペット(on #14)
- Louis Cortelezzi - サックス(on #14, #16)
- デイヴ・キング - トロンボーン(on #14)
- ケン・カミングス - バッキング・ボーカル(on #3, #4, #7, #9)、ホーン・アレンジ(on #4, #9, #14, #16)、ボーカル・アレンジ(on #4)、ストリングス・アレンジ(on #16)
- ベス・ハート - バッキング・ボーカル(on #3)、リード・ボーカル(on #8)
- Luke Ebbin - バッキング・ボーカル(on #10)